# Bergbach-Dammläufer
Der Bergbach-Dammläufer (Nebria rufescens, Syn.: Nebria gyllenhali) auch Gyllenhals Dammläufer ist eine Art aus der Familie der Laufkäfer (Carabidae).

## Merkmale
Die Käfer werden 9 bis 12 Millimeter lang. Ihr Körper ist komplett schwarz gefärbt, der Scheitel trägt, anders als beim Dahls Dammläufer (Nebria dahlii), keinen roten Fleck. Selten können die längsgestreiften Deckflügel rötlichbraun, oder die Beine gelbbraun gefärbt sein. Der Halsschild ist mehr als 1,5 mal länger als breit und ist basal gleich breit wie vorne. Die Schultern treten deutlich hervor.

## Vorkommen und Lebensweise
Die Art kommt in Nord- und Mitteleuropa, östlich bis nach Sibirien und in Nordamerika vor. Man findet sie in boreomontanen Lagen, Wäldern in der Nähe von kalten Gewässern, wie etwa am Ufer von steinigen, kieshaltigen Gebirgsbächen und -flüssen.